# Tom Gamble (pilota automobilistico)
Tom Gamble (Epperstone, 7 novembre 2001) è un pilota automobilistico britannico, vincitore del Autosport BRDC Award nel 2018, mentre tra il 2023 e il 2024 è stato pilota ufficiale della McLaren GT.
In pista ha vinto il Campionato Ginetta Junior nel 2017 e l'European Le Mans Series - LMP3 nel 2020.

## Carriera

### Primi anni in monoposto
Tom Gamble inizia a competere in monoposto nel 2016, l'anno dopo vince la sua prima serie, il campionato Ginetta Junior. Dal 2018 passa al Campionato GB3 dove ottiene due vittorie e chiude quinto in classifica. In quel anno vince l'Autosport BRDC Award ed ha la possibilità di fare un test con una vettura di Formula 1 della McLaren.
Dal 2019 Gamble lascia le corse in monoposto per dedicarsi alle vetture GT, il britannico si unisce al Belgian Audi Club Team WRT per competere nella Blancpain GT World Challenge Europe (attuale GT World Challenge Europe). Lo stesso anno fa delle comparsate nel British GT e nella Le Mans Cup.

### Pilota McLaren (2020-2024)
Dopo una piccola parentesi nel Asian Le Mans Series, Gamble si unisce al team United Autosports nel 2020. Con il team statunitense vince l'European Le Mans Series nella classe LMP3. 
Visto gli ottimi risultati, l'anno seguente, viene promosso dal team nella classe LMP2 (Massima nel ELMS) dove fa squadra con Jonathan Aberdein e Philip Hanson. L'equipaggio ottiene quattro podi tra cui anche una vittoria, chiudono secondi dietro il Team WRT composto da Louis Delétraz, Robert Kubica e Ye Yifei. Partecipa anche al Campionato del mondo endurance nella classe GTE Am con il team GR Racing.
Anche nel 2022 si divere tra LMP2 nel European Le Mans Series e il GT nel campionato IMSA. Nella serie europea con Philip Hanson e Duncan Tappy ottiene la vittoria nel evento di Spa-Francorchamps e chiude quarto in classifica piloti.
Nel 2023 Gamble diventa pilota ufficiale GT della McLaren. Nel inverno prende parte al Asian Le Mans Series guidando la McLaren 720S GT3. Con il Racing Team Turkey prenderà parte alla 24 Ore di Le Mans guidando l'Oreca 07 con Dries Vanthoor e Salih Yoluç.

### Pilota Aston Martin (2025- presente)
Nel 2025 si unisce ai piloti del marchio britannico Aston Martin, nel gennaio prende parte alla 24 Ore di Daytona con la Vantage AMR GT3 Evo del team Heart of Racing Team arrivando terzo nella classe GTD. Nel resto del anno correrà nel Campionato del mondo endurance guidando l'Aston Martin Valkyrie AMR-LMH, la nuova Hypercar del marchio britannico.

## Risultati

### Riassunto della carriera
| Stagione | Serie                                   | Team                       | Gare | Vittorie | Pole | G.V | Podio | Punti | Pos. |
| -------- | --------------------------------------- | -------------------------- | ---- | -------- | ---- | --- | ----- | ----- | ---- |
| 2016     | Campionato Ginetta Junior               | HHC Motorsport             | 14   | 0        | 0    | 0   | 0     | 160   | 15º  |
| 2016     | Campionato Ginetta Junior Winter Sereis | JHR Developments           | 4    | 0        | 0    | 0   | 1     | 78    | 5º   |
| 2017     | Campionato Ginetta Junior               | JHR Developments           | 17   | 4        | 0    | 0   | 10    | 654   | 1º   |
| 2017     | Campionato Ginetta Junior               | Elite Motorsport           | 8    | 4        | 0    | 4   | 7     | 654   | 1º   |
| 2018     | Campionato GB3                          | Fortec Motorsports         | 23   | 2        | 3    | 7   | 7     | 346   | 5º   |
| 2019     | Blancpain GT World Challenge Europe     | Belgian Audi Club Team WRT | 10   | 0        | 0    | 0   | 0     | 4.5   | 21º  |
| 2019     | British GT - GT3                        | Century Motorsport         | 2    | 0        | 1    | 0   | 0     | 2     | 22º  |
| 2019     | Le Mans Cup - GT3                       | TF Sport                   | 2    | 0        | 0    | 0   | 0     | 0     | NC†  |
| 2019–20  | Asian Le Mans Series - GT               | D'station Racing AMR       | 1    | 0        | 0    | 0   | 0     | 0     | 18º  |
| 2020     | European Le Mans Series - LMP3          | United Autosports          | 5    | 3        | 0    | 2   | 4     | 94    | 1º   |
| 2021     | WEC - GTE Am                            | GR Racing                  | 6    | 0        | 0    | 0   | 0     | 23    | 15º  |
| 2021     | 24 Ore di Le Mans - GTE Am              | GR Racing                  | 1    | 0        | 0    | 0   | 0     | -     | 14º  |
| 2021     | European Le Mans Series                 | United Autosports          | 6    | 1        | 0    | 0   | 4     | 86    | 2º   |
| 2021     | IMSA - LMP3                             | United Autosports          | 1    | 0        | 0    | 0   | 0     | 285   | 27º  |
| 2021     | Asian Le Mans Series - GT               | D'station Racing           | 4    | 0        | 0    | 0   | 0     | 13    | 11º  |
| 2022     | European Le Mans Series                 | United Autosports          | 6    | 1        | 0    | 0   | 2     | 73    | 4º   |
| 2022     | Asian Le Mans Series - GT               | D'station Racing           | 4    | 0        | 0    | 0   | 0     | 5.5   | 12º  |
| 2022     | IMSA - GTD                              | Heart of Racing Team       | 2    | 0        | 0    | 0   | 0     | 409   | 43º  |
| 2022     | IMSA - GTD Pro                          | Heart of Racing Team       | 1    | 0        | 0    | 0   | 0     | 312   | 25º  |
| 2023     | Asian Le Mans Series-GT                 | Garage 59                  | 2    | 0        | 0    | 0   | 0     | 12    | 11º  |
| 2023     | GT World Challenge Europe Endurance Cup | Optimum Motorsport         | 1    | 0        | 0    | 0   | 0     | 7     | 21º  |
| 2023     | British GT - GT4                        | Paddock Motorsport         | 1    | 0        | 0    | 0   | 0     | 9     | 19º  |
| 2023     | 24 Ore di Le Mans - LMP2                | Racing Team Turkey         | 1    | 0        | 0    | 0   | 0     | -     | Rit  |
| 2023–24  | Asian Le Mans Series-GT                 | Optimum Motorsport         | 5    | 0        | 0    | 0   | 0     | 22    | 13º  |
| 2024     | British GT - GT3                        | Optimum Motorsport         | 9    | 0        | 0    | 2   | 3     | 86.5  | 5º   |
| 2024     | 24 Ore di Daytona - GTD                 | Inception Racing           | 1    | 0        | 0    | 0   | 0     | 201   | 64º  |
| 2024     | GT World Challenge Europe Endurance Cup | Garage 59                  | 5    | 0        | 0    | 0   | 0     | 2     | 30º  |
| 2024     | GT World Challenge Europe Sprint Cup    | Garage 59                  | 10   | 0        | 0    | 0   | 1     | 38.5  | 7º   |
| 2025     | 24 Ore di Daytona - GTD                 | Heart of Racing Team       | 1    | 0        | 0    | 0   | 1     | -     | 3º   |

† Gamble era un pilota ospite, non idoneo ad ottenere punti.
* Stagione in corso.

### Risultati ELMS
| Anno    | Squadra           | Classe | Vettura  | LEC | SPA | LEC | MNZ | POR |     | Punti | Pos. |
| ------- | ----------------- | ------ | -------- | --- | --- | --- | --- | --- | --- | ----- | ---- |
| 2020    | United Autosports | LMP3   | Oreca 07 | 1   | 1   | Rit | 3   | 1   |     | 94    | 1°   |
| Anno    | Squadra           | Classe | Vettura  | CAT | RBR | LEC | MNZ | SPA | POR | Punti | Pos. |
| 2021    | United Autosports | LMP2   | Oreca 07 | 3   | 7   | 2   | 2   | 8   | 1   | 86    | 2°   |
| Anno    | Squadra           | Classe | Vettura  | PAU | IMO | MON | BAR | SPA | POR | Punti | Pos. |
| 2022    | United Autosports | LMP2   | Oreca 07 | 7   | 2   | 4   | 4   | 1   | Rit | 73    | 4°   |
| Legenda |                   |        |          |     |     |     |     |     |     |       |      |

### Risultati WEC
| Anno    | Squadra                | Classe   | Vettura               | SPA | ALG | MON | LMS | BHR | BHR |     |     | Punti | Pos. |
| ------- | ---------------------- | -------- | --------------------- | --- | --- | --- | --- | --- | --- | --- | --- | ----- | ---- |
| 2021    | GR Racing              | GTE Am   | Porsche 911 RSR-19    | Rit | 8   | 8   | 9   | 6   | 9   |     |     | 23    | 15º  |
| Anno    | Squadra                | Classe   | Vettura               | QAT | IMO | SPA | LMS | SÃO | COA | FUJ | BHR | Punti | Pos. |
| 2025    | Aston Martin THOR Team | Hypercar | Aston Martin Valkyrie | Rit | 18  | 13  | 13  | 16  |     |     |     | 0*    |      |
| Legenda |                        |          |                       |     |     |     |     |     |     |     |     |       |      |

### Risultati 24 Ore di Le Mans
| Anno | Team                   | Co-Piloti                     | Auto                          | Classe   | Giri | Pos. | Classe Pos. |
| ---- | ---------------------- | ----------------------------- | ----------------------------- | -------- | ---- | ---- | ----------- |
| 2021 | GR Racing              | Ben Barker Michael Wainwright | Porsche 911 RSR-19            | GTE Am   | 322  | 43º  | 13º         |
| 2023 | Racing Team Turkey     | Dries Vanthoor Salih Yoluç    | Oreca 07                      | LMP2     | 87   | Rit  | Rit         |
| 2025 | Aston Martin THOR Team | Ross Gunn Harry Tincknell     | Aston Martin Valkyrie AMR-LMH | Hypercar | 381  | 14°  | 14°         |

### Risultati 24 Ore di Daytona
| Anno | Team                 | Co-Piloti                                       | Auto                         | Classe | Giri | Pos. | Classe Pos. |
| ---- | -------------------- | ----------------------------------------------- | ---------------------------- | ------ | ---- | ---- | ----------- |
| 2022 | Heart of Racing Team | Roman De Angelis Ian James Darren Turner        | Aston Martin Vantage AMR GT3 | GTD    | 688  | 34º  | 9º          |
| 2024 | Inception Racing     | Brendan Iribe Ollie Millroy Frederik Schandorff | McLaren 720S GT3 Evo         | GTD    | 716  | 36º  | 13º         |
| 2025 | Heart of Racing Team | Casper Stevenson Zacharie Robichon Mattia Drudi | Aston Martin Vantage AMR GT3 | GTD    | 719  | 27º  | 3º          |